# Улица Истрас (Рига)
Улица И́страс (латыш. Istras iela) — улица в Латгальском предместье города Риги, в историческом районе Дарзциемс. Пролегает в южном направлении от улицы Сеску до улицы Пилдас.
Общая длина улицы составляет 367 метров. На всём протяжении имеется асфальтовое покрытие. Разрешено движение в обоих направлениях. Общественный транспорт по улице не курсирует.

## История
Улица Истрас появилась на карте Риги в 1957 году, однако уже ко времени Второй мировой войны на её месте проходила безымянная дорога. До настоящего времени сохраняется малоэтажная частная застройка.
Название улицы никогда не изменялось, оно происходит от названия реки Истра на востоке Латвии.

## Прилегающие улицы
Улица Истрас пересекается со следующими улицами:
- Улица Сеску
- Улица Карсавас
- Улица Циелаву
- Улица Пилдас